# Blurred Lines (альбом)
Blurred Lines — шестой студийный альбом американского певца Робина Тика, выпущенный 12 июля 2013 года в ФРГ, 30 июля в Великобритании и США на лейбле Star Trak Entertainment и Interscope Records. В записи приняли участие T.I., Фаррелл Уильямс, Kendrick Lamar, 2 Chainz, will.i.am и другие музыканты и продюсеры. 
Альбом возглавил хит-парады Великобритании (UK Albums Chart) и США (Billboard 200).

## Об альбоме
Blurred Lines получил смешанные отзывы музыкальных критиков и интернет-изданий. Сайт Metacritic на основе анализа 16 рецензий из 100 баллов дал альбому только 58 пунктов.
Основной и одноименный с альбомом сингл «Blurred Lines» стал международным хитом № 1, возглавив многие чарты мира, включая американский (Billboard Hot 100), британский (UK Singles Chart) и другие (Австралия, Германия, Канада, Франция).
В августе 2013 года Робин Тик стал первым с ноября 2012 года артистом, кому удалось одновременно возглавить оба главных чарта США (сингловый Billboard Hot 100 и альбомный Billboard 200). Предыдущий раз это сделали Рианна с песней Diamonds и альбомом Unapologetic (ноябрь 2012) и Адель с песней Set Fire to the Rain и альбомом 21 (февраль 2012). В августе 2013 года диск Blurred Lines Робина Тика стал № 1, а одноимённая песня уже 9 недель занимала первое место среди синглов в США. Учитывая, что диск и сингл Р.Тика также возглавлял альбомные и сингловые чарты Великобритании, такой четверной успех также первый после упомянутых работ Рианны. А среди мужчин-исполнителей это произошло впервые после Канье Уэста, который в 2007 году лидировал по обе стороны Атлантики с Graduation и «Stronger».

## Список композиций
| №                   | Название                                               | Автор(ы) | Продюсеры               | Длительность |
| ------------------- | ------------------------------------------------------ | --- | ----------------------- | ------------ |
| 1.                  | «Blurred Lines» (при участии T.I. и Фаррелла Уильямса) | Робин Тик, Pharrell Williams, Clifford Harris, Jr.                                                                 | Pharrell                | 4:23         |
| 2.                  | «Take It Easy on Me»                                   | Timothy Mosley, Робин Тик, Jerome "J-Roc" Harmon, Jacob Luttrell, Timothy Clayton, Chris Godbey                    | Тимбалэнд, Harmon (co.) | 3:47         |
| 3.                  | «Ooo La La»                                            | Робин Тик, Joe Augello                                                                                             | Робин Тик, ProJay       | 4:38         |
| 4.                  | «Ain't No Hat 4 That»                                  | Робин Тик, Augello, Alan Thicke                                                                                    | Робин Тик, ProJay       | 3:20         |
| 5.                  | «Get in My Way»                                        | Робин Тик, ProJay, Max                                                                                             | Робин Тик, ProJay       | 3:11         |
| 6.                  | «Give It 2 U» (при участии Kendrick Lamar)             | Робин Тик, Kendrick Lamar Duckworth, William Adams, Lukasz Gottwald, Henry Walter                                  | Dr. Luke, Cirkut        | 3:49         |
| 7.                  | «Feel Good»                                            | Робин Тик, Adams                                                                                                   | will.i.am               | 3:28         |
| 8.                  | «Go Stupid 4 U»                                        | Робин Тик, Adams, Edward G. Fletcher, Clifton Nathaniel Chase Sylvia Robinson, Melvin Glover, Jorge Mario Da Silva | will.i.am               | 4:29         |
| 9.                  | «For the Rest of My Life»                              | Робин Тик, ProJay                                                                                                  | Робин Тик, ProJay       | 4:55         |
| 10.                 | «Top of the World»                                     | Робин Тик, ProJay                                                                                                  | Робин Тик, ProJay       | 3:22         |
| 11.                 | «The Good Life»                                        | Робин Тик | Робин Тик, ProJay       | 3:12         |
| Общая длительность: | Общая длительность:                                    | Общая длительность:                                                                                                | Общая длительность:     | 42:34        |

| №                   | Название                                                       | Автор(ы)                                      | Продюсеры           | Длительность |
| ------------------- | -------------------------------------------------------------- | --------------------------------------------- | ------------------- | ------------ |
| 12.                 | «Pressure»                                                     | Робин Тик, Niles Hollowell-Dhar               | The Cataracs        | 3:46         |
| 13.                 | «Put Your Lovin on Me»                                         | Робин Тик, Hollowell-Dhar                     | The Cataracs        | 3:51         |
| 14.                 | «Give It 2 U» (при участии Kendrick Lamar и 2 Chainz) (Remix)) | Робин Тик, Duckworth, Adams, Gottwald, Walter | Dr. Luke, Cirkut    | 4:17         |
| Общая длительность: | Общая длительность:                                            | Общая длительность:                           | Общая длительность: | 54:28        |

| №   | Название                                                          | Автор(ы)                            | Продюсеры         | Длительность |
| --- | ----------------------------------------------------------------- | ----------------------------------- | ----------------- | ------------ |
| 15. | «Blurred Lines» (при участии T.I. и Фаррелла (Bee's Knees Remix)) | *R. Thicke - Williams - Harris, Jr. | Pharrell          |              |
| 16. | «4 the Rest of My Life» (Twice as Nice Remix)                     | *R. Thicke - ProJay                 | Робин Тик, ProJay |              |

## Позиции в чартах

### Недельные чарты
| Чарт (2013)                            | Место |
| -------------------------------------- | ----- |
| Австралия (ARIA)                       | 4     |
| Австрия (Ö3 Austria)                   | 5     |
| Бельгия/Фландрия (Ultratop)            | 19    |
| Бельгия/Валлония (Ultratop)            | 17    |
| Canadian Albums Chart                  | 1     |
| China Albums Chart (Sino Chart)        | 30    |
| Дания (Hitlisten)                      | 13    |
| Нидерланды (Album Top 100)             | 3     |
| Франция (SNEP)                         | 10    |
| Германия (Offizielle Top 100)          | 2     |
| Italian Albums (FIMI)                  | 34    |
| Новая Зеландия (RMNZ)                  | 5     |
| Норвегия (VG-lista)                    | 15    |
| Польша (ZPAV)                          | 20    |
| Португалия (AFP)                       | 15    |
| Шотландия (Scottish Albums Chart)      | 1     |
| Испания (PROMUSICAE)                   | 42    |
| Швейцария (Schweizer Hitparade)        | 1     |
| UK Albums (OCC)                        | 1     |
| US Billboard 200                       | 1     |
| США (Billboard Top R&B/Hip-Hop Albums) | 1     |